# 9/11 Truth Movement

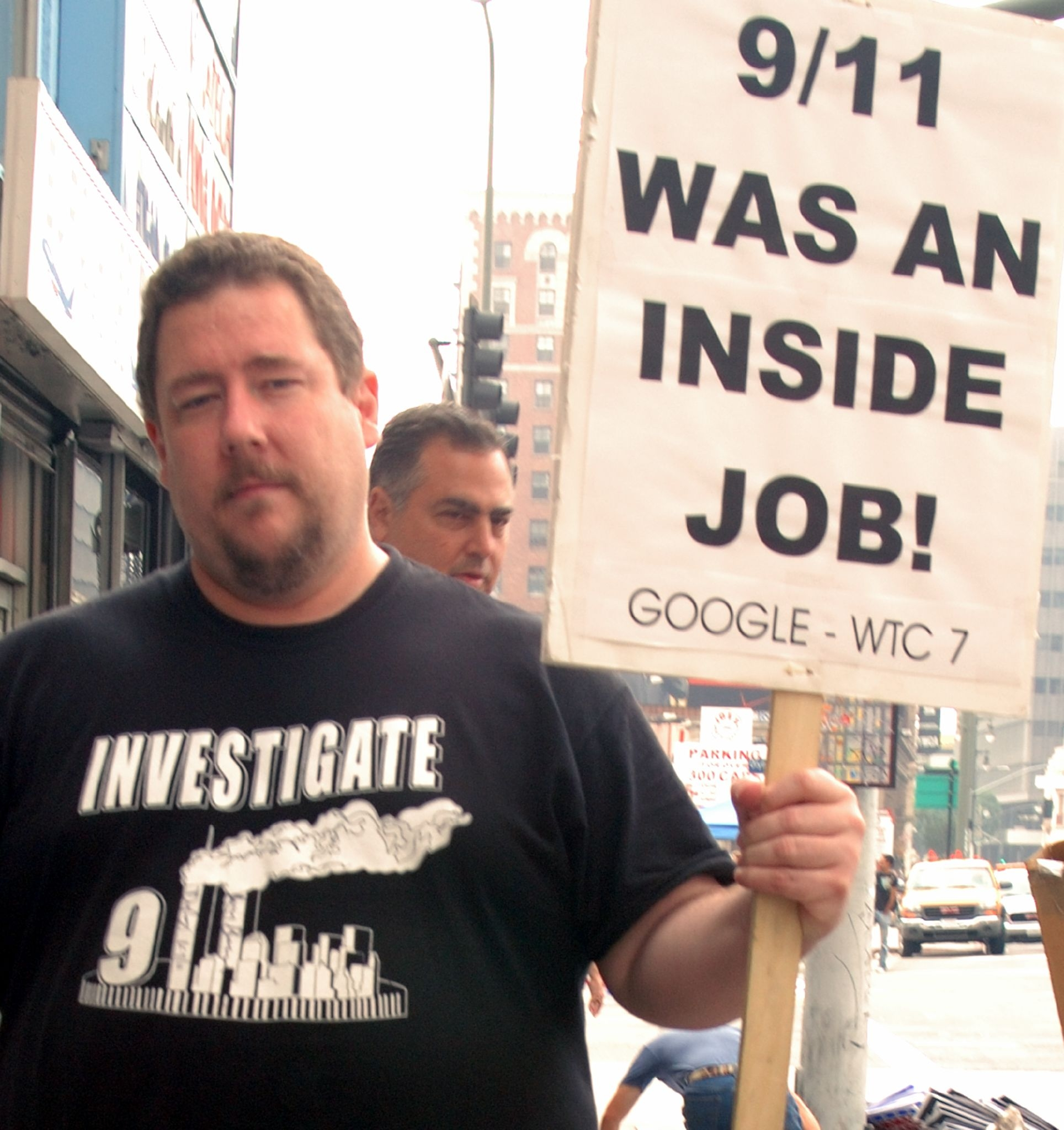
Parole bei einer Demonstration des 9/11 Truth movement, Los Angeles, Oktober 2007

9/11 Truth Movement (deutsch „Wahrheitsbewegung zum 11. September“) ist eine Sammelbezeichnung für Gruppen und Organisationen, die die forensisch, natur- und geschichtswissenschaftlich ermittelten Ursachen der Terroranschläge am 11. September 2001 ganz oder in wesentlichen Teilen bestreiten und stattdessen verschwörungstheoretische Alternativerklärungen verbreiten. Die Bezeichnung und die meisten zugehörigen Gruppen stammen aus den USA.
Diese Gruppen behaupten, die US-Regierung oder Teile davon seien heimlich an den Anschlägen beteiligt gewesen (inside job). Entweder habe sie die Pläne für die Anschläge gekannt und sie absichtlich geschehen lassen (LIHOP: Let it happen on purpose) oder sie selbst aktiv herbei- und durchgeführt (MIHOP: Make it happen on purpose). Die Vertreter, meist gebildete Autoren verschwörungstheoretischer Bücher, interpretieren Einzelphänomene als Anhaltspunkte für diese Szenarien und geben sie als wissenschaftlich bewiesene oder zumindest gleichrangige Erklärungen aus, um die erforschten Ursachen der Anschläge und der daraus abgeleiteten Politik zu delegitimieren. Dazu fordern sie eine neue, regierungsunabhängige Untersuchung, die ihre Thesen einbeziehen soll.
Die Anhänger kommen aus allen Bevölkerungsteilen und organisieren sich in den USA als dezentrale Bürgerbewegung in lokalen und regionalen Untergruppen. Ihre Zahl ist unbekannt. Ihre Verschwörungsthesen haben in vielen anderen Staaten Anhänger, die sich jedoch nicht öffentlichkeitswirksam organisiert haben.

## Name

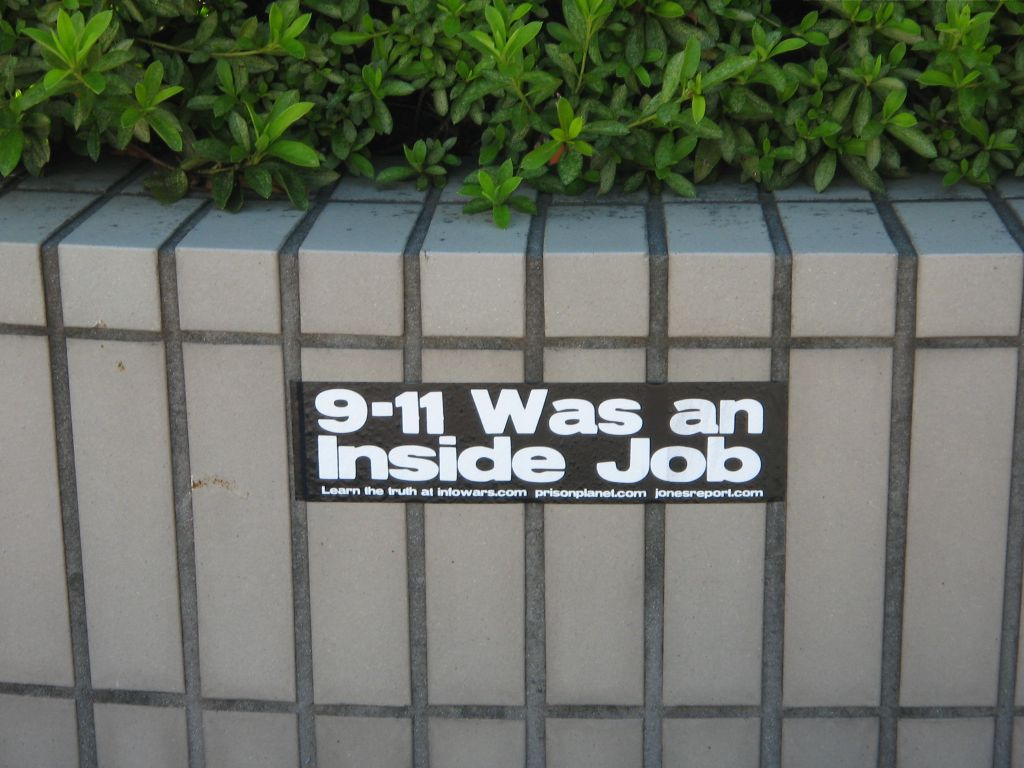
Vorwürfe an die US-Regierung: „Inside Job“-Aufkleber

Mit der Selbstbezeichnung 9/11 Truth Movement stellen deren Vertreter ihre Gruppen als Bürgerbewegung dar, die die „Wahrheit“ über die Ereignisse des 11. Septembers 2001 kenne und gegenüber einer offiziellen Lüge und Verheimlichung aufdecken wolle oder aufgedeckt habe. Damit grenzen sie sich gegen Fremdbezeichnungen wie 9/11 conspiracists ab. Sie bezeichnen sich auch als 9/11 truth activists, abgekürzt als truther. Ihre Gegner verwenden diese Abkürzung seit etwa 2007 abwertend, etwa im Sinne von „verbohrte, besessene, laute, extremistische Verrückte“.

## Entwicklung
Erste Webseiten, die einen inside job der US-Regierung als Anschlagsursache behaupteten, erschienen schon am Tag der Anschläge. Einige Vertreter waren schon als Konspirazisten etabliert, etwa Sherman Skolnick und Alex Jones. Artikel wie Muslims Suspend Laws of Physics von Jim McMichael (21. Oktober 2001) spekulierten über eine kontrollierte Sprengung der Zwillingstürme des World Trade Centers und fanden viele Nachahmer. Sie etablierten einige bis heute gängige Verschwörungsthesen im Internet.
Ab 2002 erschienen die ersten verschwörungsideologischen Bücher zu 9/11, von denen einige die Bewegung nachhaltig prägten. Dazu gehörten L’Effroyable Imposture und The Pentagate von Thierry Meyssan, The War on Freedom von Nafeez Mosaddeq Ahmed, War and Globalization von Michel Chossudovsky und Painful Questions des Holocaustleugners Eric Hufschmid.
Ab 2002 organisierten sich die Anhänger solcher Thesen in verschiedenen Gruppen und veranstalteten fortan regelmäßige Treffen und Konferenzen, besonders bei den Jahrestagen der Anschläge. Im Januar 2002 demonstrierten 9/11-Truther vor dem Büro der Senatorin Dianne Feinstein in San Francisco. Im September 2002 organisierte die All People’s Coalition dort und in Oakland Kundgebungen mit dem Motto Bush Did It!
Autoren wie der Theologe und Philosoph David Ray Griffin publizierten ihre Thesen in Büchern und schufen damit eine verschwörungstheoretische Literatur, die sie zu Wortführern des 9/11 Truth Movements machte. Autoren anderer Staaten verbreiteten die Thesen weiter, so in Kanada Barrie Zwicker, in Frankreich Thierry Meyssan, in Deutschland Mathias Bröckers, Andreas von Bülow und Gerhard Wisnewski, in der Schweiz Daniele Ganser, in Dänemark Niels Harrit und andere. Sie gelten als Teil einer globalen, jedoch nicht zentral organisierten „Wahrheitsbewegung“ zu den Anschlägen, die strukturell mit den Diskursen der Internetmedien verwoben ist.
Der Abschlussbericht der 9/11-Kommission des US-Kongresses vom 22. Juli 2004 stellte Planung und Verlauf der Anschläge und das Versagen der zuständigen Behörden der USA detailliert dar. Das 9/11 Family Steering Committee, das die Untersuchung durchgesetzt und beobachtet hatte, bemängelte vor allem, dass der Bericht keine für das Versagen verantwortlichen Personen benannte. Vertreter des 9/11 Truth Movements stellten den Bericht als Manipulations- und Betrugsversuch dar und behaupteten, die Kommission habe Anhaltspunkte für eine Sprengung der WTC-Gebäude ignoriert. David Griffin publizierte dazu ein als Gegenbericht aufgemachtes Buch.
Im Oktober 2004 gaben diese Gruppen eine „9/11 Truth“-Petition heraus, die unterstellt, Teile der US-Regierung hätten die Anschläge geschehen lassen. Fast 200 Unterzeichner, darunter Opferangehörige, prominente Schauspieler und Politiker, forderten eine neue Untersuchung. Der Milliardär Jimmy Walter unterstützte die Bewegung mit Vortragsreisen, Videos, ganzseitigen Anzeigen in großen Tageszeitungen und Werbespots im Fernsehen. Im Dezember 2004 setzte er eine hohe Belohnung für den aus, der den physikalischen Einsturz der WTC-Gebäude ohne Sprengmittel beweisen und damit die These eines inside job widerlegen könne.
Die meisten Organisationen der Bewegung gründeten sich in den Jahren 2005 bis 2007. Sie erhielten Auftrieb durch pseudowissenschaftliche Veröffentlichungen, vor allem einen Aufsatz des emeritierten Physikers Steven Jones (November 2005), der eine kontrollierte Sprengung der WTC-Gebäude durch Thermit behauptete. 2005 erschien auch der Film Loose Change, der die wichtigsten bis dahin vorhandenen Verschwörungsthesen verknüpfte und popularisierte. Er wurde bis 2007 mehrmals erweitert. Die Thermitthese vertreten und verbreiten auch Michael C. Ruppert, Webster Tarpley, Richard Gage, Jim Hoffman, Kevin Ryan, Kevin Barrett und andere Wortführer der Bewegung. Die Leitung der University of Wisconsin lehnte es 2006 trotz einer Petition ab, Barrett wegen seines Beitritts zu den Scholars for 9/11 Truth zu entlassen.
Ab März 2006 trat der Schauspieler Charlie Sheen als Führungsfigur der Bewegung hervor, etwa 2009 mit einem öffentlichen Appell an US-Präsident Barack Obama, eine neue 9/11-Untersuchungskommission einzusetzen. Seit 2011 äußerte er sich kaum noch dazu und zog damit Proteste von Truthern auf sich.
Am 10. September 2006 trafen sich rund 500 Anhänger der Bewegung zu einer zweitägigen Konferenz in New York City. Zum Abschluss demonstrierten dort am Folgetag rund 1500 Personen für ihre Thesen. Damals erreichten die LIHOP-Thesen nach Umfragen Bevölkerungsmehrheiten in den USA.
2006 widerlegten die Redakteure des Magazins Popular Mechanics zahlreiche 9/11-Verschwörungsthesen mit wissenschaftlichen Fakten. Im April 2007 erschien der erste Bericht des National Institute of Standards and Technology (NIST) zu den physikalischen Einsturzursachen der WTC-Türme. Im September 2007 bekräftigte das NIST die bisherigen Forschungsergebnisse und gab Ende 2007 einen Fragen- und Antwortkatalog zu WTC 1 und 2, ab 2008 auch zu WTC 7 heraus. Beide gehen ausführlich auf die wichtigsten Verschwörungsthesen des 9/11 Truth Movement ein.
Mehrere Organisationen der Bewegung forderten auch 2009 eine erneute, regierungsunabhängige Untersuchung der Anschläge, etwa durch den Stadtrat von New York City. 2009 sammelte die New York City Coalition for Accountability Now dazu Unterschriften. Der Oberste Gerichtshof entschied jedoch, dies überschreite die verfassungsrechtlichen Kompetenzen des Stadtrats, und verbot eine Abstimmung darüber.

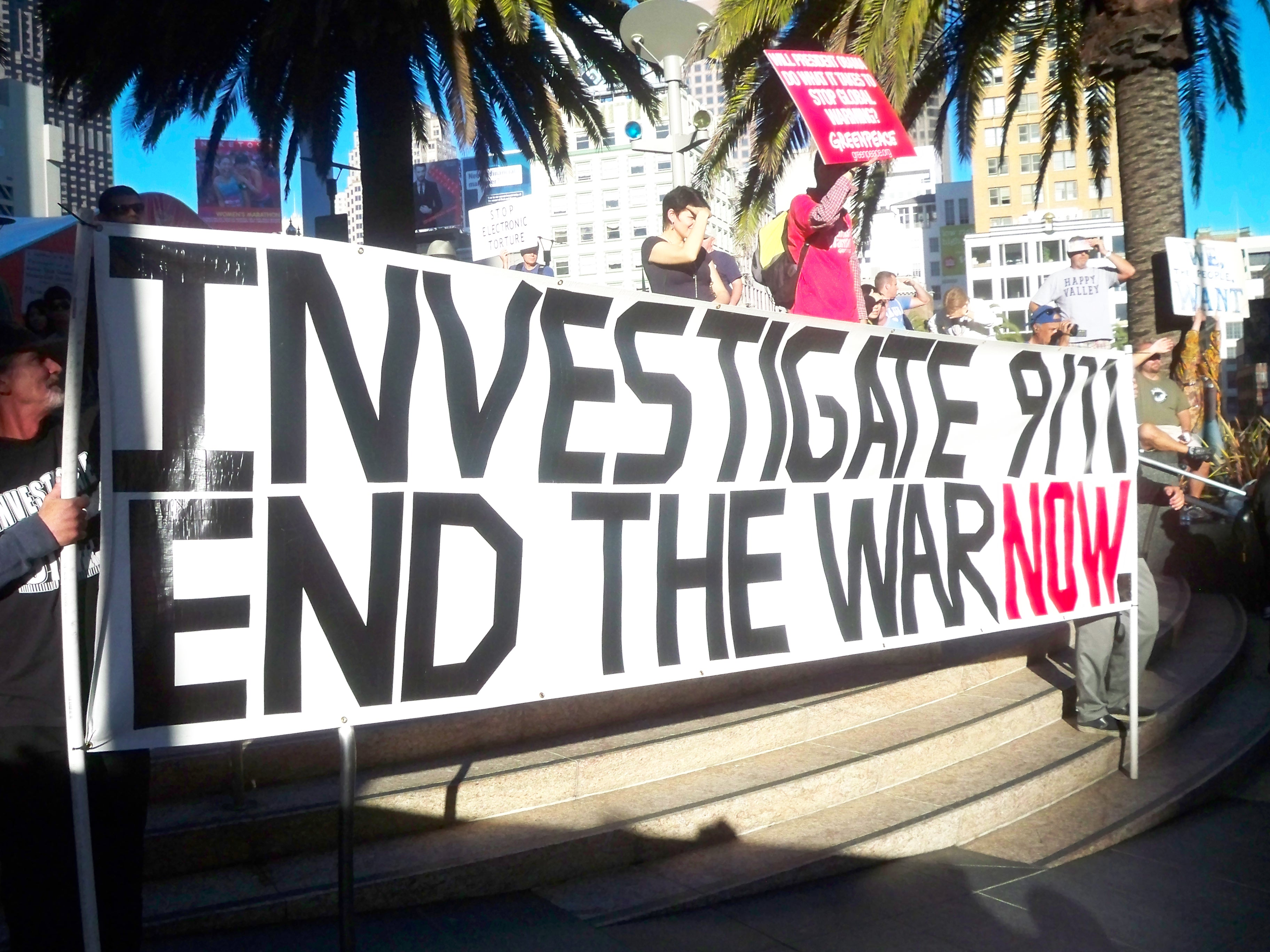
Protestplakat von Truthern bei einer Antikriegsdemonstration, 15. Oktober 2009

„Truther“ beteiligten sich 2009 und 2011 in Berlin an großen Demonstrationen gegen staatliche Überwachung unter dem Motto Freiheit statt Angst.
In den USA nahmen von 2006 bis 2011 immer weniger Teilnehmer an Gruppentreffen und Kundgebungen der Bewegung teil. Als Hauptursache dafür sahen Webster Tarpley und andere den gegen den Irakkrieg seines Vorgängers George W. Bush gerichteten Wahlkampf von Barack Obama und seinen Sieg bei der Präsidentschaftswahl in den Vereinigten Staaten 2008.
Die durch die 9/11-Truth-Bewegung im Internet entstandene Gegenöffentlichkeit bestand fort, auch weil fortlaufend neue Publikationen erschienen, die den Anschein eines wissenschaftlichen Disputs um ungeklärte Ursachen der Anschläge verstärkten. Die Bewegung wirkte als Magnet für weitere, verwandte Verschwörungsthesen, etwa von einem Deep State und einer Neuen Weltordnung. Auch die ab 2016 entstandene QAnon-Ideologie ist stark vom 9/11 Truth Movement beeinflusst und hat viele ihrer Thesen daraus übernommen.

## Personen und Organisationen

### William Rodriguez
Der Hausmeister William Rodriguez überlebte die Anschläge im Nordturm des World Trade Centers. Er erklärte in frühen Interviews, er habe sich im Keller des Nordturms befunden, dort den Flugzeugeinschlag in das Gebäude als ein Grollen gehört und Opfer mit Hautverbrennungen gesehen, die durch Feuer im Fahrstuhlschacht entstanden seien. Er war 2004 einer der etwa 1200 Zeugen, die die 9/11-Kommission befragte, und einer von 27 ausgewählten Zeugen, die das NIST befragte. In beiden Zeugenaussagen äußerte er sich nicht über Explosionsgeräusche.
Nach Erscheinen des Kommissionsberichts im Juli 2004 behauptete er, er habe kurz vor dem Einschlag im Gebäudekeller des WTC mehrere laute Explosionen aus tieferen Kellergeschossen gehört. Die Kommission habe seine Aussage unterdrückt. Im Oktober 2004 stellte er gegen 159 Mitglieder der US-Regierung, darunter George W. Bush, Strafanzeige wegen ihrer angeblichen Beteiligung an einer heimlich vorbereiteten Sprengung der WTC-Gebäude. Die Klage wurde abgewiesen, da Rodriguez weder Explosionen und Sprengstoff gesehen hatte, noch die von ihm behaupteten Zeugen der Geräusche namentlich nennen konnte. Er hat es stets abgelehnt, die Widersprüche in seinen Aussagen zu erklären.

### 9/11 Citizens Watch
Die Gruppe wurde 2003 von John Judge und Kyle Hence gegründet, um die Arbeit der 9/11-Kommission kritisch zu beobachten. Am 22. Juli 2005 veröffentlichten Sprecher der Gruppe zusammen mit Vertretern des Family Steering Committee, investigativen Journalisten und verschwörungstheoretischen Autoren ihre Kritik am Kommissionsbericht. Die Abgeordnete Cynthia McKinney ließ diese Kritik am 27. Oktober 2005 in das Protokoll des US-Kongresses aufnehmen. Die Gruppe gab den Film 9/11 Press for Truth in Auftrag, der vor allem die Durchsetzung der 9/11-Kommission beschreibt, ihre Regierungsnähe und Mängel der Untersuchung kritisiert. Der Film beruht wesentlich auf dem kollaborativen Internetprojekt Cooperative Research, später History Commons, des Journalisten Paul Thompson und wird nicht durchweg als verschwörungstheoretisch eingestuft.

### 9/11 Truth
Die Organisation besteht seit 2004 und wurde zur größten und aktivsten Teilgruppe der Bewegung. Ihre Webseite entwickelte sich zu einer wichtigen Anlaufstelle der Bewegung.
Die Organisation gab Meinungsumfragen des US-Markt- und Meinungsforschungsunternehmens Zogby International zu den Anschlagsursachen mit in Auftrag.

### Scholars for 9/11 Truth
James H. Fetzer und Steven E. Jones gründeten im Dezember 2005 die Scholars for 9/11 Truth, eine Gruppe mit ursprünglich um die 300 Mitgliedern. Fetzer und andere hielten auch den Einsatz von kleinen Atombomben oder Energiewaffenbeschuss für mögliche Einsturzursachen des WTC. Deshalb trat Steven Jones im Dezember 2006 aus der Gruppe aus.
Fetzer verstand seine Gruppe als Dach für Vertreter aller möglichen Verschwörungstheorien. Er selbst hält die Fernsehbilder der Flugzeugeinschläge in die WTC-Türme für eine holografische Projektion.

### Scholars for 9/11 Truth & Justice
Im Januar 2007 gründete Steven Jones die Scholars for 9/11 Truth & Justice. Die Gruppe favorisiert die These einer kontrollierten Sprengung der WTC-Gebäude 1, 2 und 7 mit zuvor darin angebrachten Explosivstoffen. Sie grenzt sich von anderen Verschwörungsthesen ab und beansprucht, sich auf empirische wissenschaftlichen Methoden zu begrenzen.
Im Oktober 2008 behauptete Gruppenmitglied James R. Gourley wissenschaftliche Fehler in einem Papier von Bažant und Verdure im Journal of Engineering Mechanics. Dies wiesen die Wissenschaftler mit einer 2008 überarbeiteten Fassung ihres Aufsatzes zurück.
Im April 2009 veröffentlichte der dänische Chemiker Niels Harrit zusammen mit acht weiteren Mitgliedern der Gruppe einen Aufsatz in The Open Chemical Physics Journal. Darin wurde behauptet, Nanothermit sei in unreagiertem und reagiertem Zustand in vier verschiedenen Proben des Staubs des World Trade Centers gefunden worden. Dieses, so Harrit in Interviews dänischer Zeitungen, müsse tonnenweise vor dem Einsturz im WTC vorhanden gewesen sein. Die französische Chemikerin Marie-Paule Pileni trat als Chefredakteurin des Open Chemical Physics Journal zurück, da der Artikel ohne ihre Kenntnis erschienen sei und nichts mit Physik oder Chemie zu tun habe.

### Architects & Engineers for 9/11 Truth

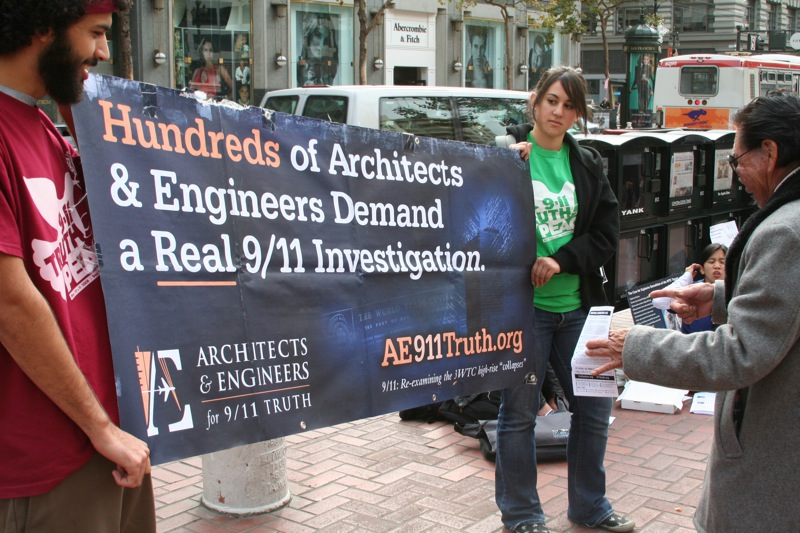
Plakat der Architects & Engineers for 9/11 Truth

Der Architekt Richard Gage gründete 2006 die Gruppe Architects & Engineers for 9/11 Truth (abgekürzt AE911Truth). Sie vertritt die These einer kontrollierten Sprengung von WTC 1, 2 und 7, ohne sich auf konkrete Täter festzulegen, und fordert dazu eine neue Untersuchung. Die Gruppe bestreitet die Untersuchungsergebnisse der FEMA und des NIST. Sie vertrat kontinuierlich die Thermitthese von Steven Jones, auch nachdem diesem eine Fehldeutung der chemischen Signatur seiner Staubproben nachgewiesen worden war.
2012 versuchte Gage erfolglos, seine Thesen im American Institute of Architects (AIA) in Washington D.C. vorzustellen. Das AIA bestritt jede Beziehung zu seiner Gruppe. Bei der Jahreshauptversammlung des AIA im Jahr 2015 in Los Angeles lehnte eine Mehrheit der Delegierten eine Resolution der Gruppe von Gage zum WTC7 ab.
Bei der Präsidentschaftswahl in den Vereinigten Staaten 2016 unterstützte die Gruppe den später siegreichen Kandidaten Donald Trump und sandte ihm ihr Material. Trumps Wahlkampfbüro soll sich laut Gage dafür bedankt und eine Prüfung der Thesen zugesagt haben. Zugleich gab Gage bekannt, dass sich seine Frau wegen seines jahrelangen kontinuierlichen Engagements für 9/11 truth von ihm hatte scheiden lassen.
AE911Truth beauftragte und bezahlte eine pseudowissenschaftliche Studie des emeritierten Statikers Leroy Hulsey, die Feuer als Einsturzursache des WTC7 ausschloss. Im Dezember 2020 stellte AE911Truth die Studie öffentlich vor. Damals soll die Gruppe nach Eigenangaben mehr als 3.000 Mitglieder gehabt haben.
2021 ließ Regisseur Spike Lee in seiner vierteiligen Dokumentation „NYC Epicenters 9/11>2021 1/2“ Vertreter von AE911Truth ihre Thesen ebenso breit darstellen wie Vertreter des NIST. Nach starker Kritik an dieser falschen Gleichgewichtung kürzte Lee alle Verschwörungsthesen aus der Endfassung der Dokumentation.
2021 bezeichnete Gage die COVID-19-Pandemie als False-flag-Operation. Im September 2021 wählte der Vereinsvorstand von AE911Truth ihn deshalb vom Vorsitz ab. Gage eröffnete sofort einen eigenen Podcast, in dem er 9/11-Thesen mit Coronathesen verband.

## Einzelbelege
1. ↑  Karsten Wind Meyhoff: Kontrafaktische Kartierungen, in: Sandra Poppe et al. (Hrsg.): 9/11 als kulturelle Zäsur, Bielefeld 2009, S. 61f.
2. ↑  Christopher Hodapp, Alice Von Kannon: Conspiracy Theories & Secret Societies For Dummies. John Wiley & Sons, Hoboken (New Jersey) 2008, ISBN 978-0-470-18408-0, S. 143
3. ↑  Ralph Lopez: Truth in the Age of Bushism: A Lil’ Patriotic Reader to Catch Up On What’s Really Been Going On. 2. Auflage, CreateSpace, 2008, ISBN 978-1-4382-1333-0, S. 149
4. ↑  Gus Martin: Essentials of Terrorism: Concepts and Controversies. SAGE Publications, Thousand Oaks (Kalifornien) 2013, ISBN 1-4522-5665-9, S. 194
5. ↑  John Avlon: Wingnuts: How the Lunatic Fringe Is Hijacking America. Beast Books, 2010, ISBN 978-0-9842951-1-1, S. 122 und öfter; Leslie Savan: On Language: From Simple Noun to Handy Partisan Put-Down. The New York Times (NYT), 18. November 2009
6. ↑  Mark Fenster: Conspiracy Theories, Minneapolis 2008, S. 245 und 346, Fn. 41–43
7. ↑  Mark Fenster: Conspiracy Theories, Minneapolis 2008, S. 246 und 348, Fn. 46–48 und 59
8. ↑  Mark Fenster: Conspiracy Theories, Minneapolis 2008, S. 246 und 348, Fn. 44
9. 1 2  Barna William Donovan: Conspiracy Films: A Tour of Dark Places in the American Conscious. McFarland, 2014, ISBN 978-0-7864-8615-1, S. 202
10. ↑  Mark Fenster: Conspiracy Theories, Minneapolis 2008, S. 248
11. ↑  John David Seidler: Die Verschwörung der Massenmedien: Eine Kulturgeschichte vom Buchhändler-Komplott bis zur Lügenpresse. transript, Bielefeld 2016, ISBN 978-3-8394-3406-2, S. 280
12. ↑  Michael Butter: »Nichts ist, wie es scheint«: Über Verschwörungstheorien. Suhrkamp, Frankfurt am Main 2018, ISBN 978-3-518-75792-5, S. 76
13. ↑  John David Seidler: Die Verschwörung der Massenmedien, Bielefeld 2016, S. 294
14. ↑  Jack Z. Bratich: Conspiracy Panics: Political Rationality and Popular Culture. State University of New York Press, New York 2008, ISBN 978-0-7914-7334-4, S. 135
15. ↑  Ursula Hennigfeld, Stephan Packard: Abschied von 9/11? Distanznahmen zur Katastrophe. Frank & Timme, Berlin 2013, ISBN 978-3-86596-432-8,
S. 181
16. ↑  9/11 Report: The Open Question. CBS News, 21. Juli 2004; Family Steering Committee for the 9/11 Independent Commission: Final Statement of the Family Steering Committee. 11. Januar 2005
17. ↑  Marc Pitzke: Verschwörungstheorien: Dämmerzone zwischen Wahn und Wissen. Der Spiegel, 1. Dezember 2004
18. ↑  Sept 11 conspiracy theorist poses $130,000 challenge. ABC-News, 16. Dezember 2004
19. ↑  Mark Fenster: Conspiracy Theories, Minneapolis 2008, S. 348, Fn. 61
20. ↑  Barna William Donovan: Conspiracy Films, 2014, S. 207
21. ↑  Barna William Donovan: Conspiracy Films McFarland, North Carolina 2014, ISBN 978-0-7864-8615-1, S. 204
22. ↑  Ursula Hennigfeld, Stephan Packard: Abschied von 9/11? Distanznahmen zur Katastrophe. Frank & Timme, Berlin 2013, ISBN 978-3-86596-432-8, S. 188 und Fn. 51
23. ↑  Alan Feuer: 500 Conspiracy Buffs Meet to Seek the Truth of 9/11. NYT, 5. Juni 2006
24. 1 2  Christian Wernicke: Verschwörungstheorien um 9/11: Wahrheit und Wahn. Süddeutsche Zeitung (SZ), 26. August 2011
25. ↑  David Dunbar, Brad Reagan: Debunking 9/11 Myths. Why Conspiracy Theories can't stand up to the Facts. Hearst Books, New York 2006, ISBN 1-58816-635-X
26. ↑  Catherine S. Fletcher: Response. NIST, 27. September 2007 (PDF; 81 kB)
27. ↑  National Institute of Standards and Technology: NIST Federal Building and Fire Safety Investigation of the World Trade Center Disaster: Answers to Frequently Asked Questions – Supplement. 14. Dezember 2007; FAQs - NIST WTC Towers Investigation. 14. September 2011; Update: 10. September 2021
28. ↑  FAQs - NIST WTC 7 Investigation. NIST, 19. September 2011; Updated: 10. September 2021
29. ↑  Sarah Diffalah: 11/09: le crash du Pentagone toujours contesté. Le Nouvel Observateur, 6. Juli 2009
30. ↑  Group calls for renewed Sept. 11 probe. UPI, 10. August 2009
31. ↑  
New York Judges Fight New Investigation of 9/11. | Salem-News.com, 13. Oktober 2009; Supreme Court of the State of New York County of New York (8. Oktober 2009). PDF; 48 kB
32. ↑  Ole Reißmann: Demo „Freiheit statt Angst“: Tausende demonstrieren für Datenschutz. Spiegel, 10. September 2011
33. ↑  Andreas Anton, Alan Schink: Verschwörungstheorien zu 9/11 – von Gründen und Abgründen. Frankfurter Rundschau, 21. September 2021
34. ↑  Eirikur Bergmann: Weaponizing Conspiracy Theories. ISBN 978-1-04-010000-4, S. 27
35. ↑  Jovan Byford: Conspiracy Theories: A Critical Introduction.  Palgrave McMillan, New Ypork 2011, ISBN 978-1-349-32350-0, S. 109
36. ↑  Monica K. Miller (Hrsg.): The Social Science of QAnon: A New Social and Political Phenomenon. Cambridge University Press, Cambridge 2023, ISBN 978-1-009-05502-4, S. 97
37. ↑  911myths.com: 9/11 Commission files, NYC Office, Box 4, William Rodriguez. (PDF; 2,5 MB; gescannt am 19. Februar 2009)
38. ↑  NIST: Transcript of NIST Public Meeting in New York City – February 12, 2004. S. 70 (PDF; 380 kB)
39. ↑  William Rodriguez v. U.S.A. and 155 Others. Gerichtsdokumente (PDFs) zum Fall von Oktober 2004 bis Juli 2006 auf PACER (Public Access to Court Electronic Records) und aus dem U.S. Party/Case Index (Archivlink)
40. ↑  Mark Roberts: William Rodriguez, Escape Artist. 22. Juli 2018 (Archivlink)
41. ↑  Ann Fagan Ginger (Hrsg.): Challenging US Human Rights Violations Since 9/11. Prometheus Books, 2005, ISBN 1-59102-279-7, S. 501, Fn. 309; Gail Russell Chaddock: A key force behind the 9/11 commission. In: The Christian Science Monitor, 25. März 2004.
42. ↑  The 9/11 Commission Report one Year later. A Citizen's Response: Did they get it right? (PDF; 2,3 MB)
43. ↑  US Government Printing Office (Hrsg.): Congressional Record, Volume 151-Part 18: October 27, 2005 to November 7, 2005. 2006, S. 41–43.
44. ↑  Stephen Prince: Firestorm: American Film in the Age of Terrorism. Columbia University Press, 2009, ISBN 978-0-231-14871-9, S. 150.
45. ↑  Barna William Donovan: Conspiracy Films, North Carolina 2014,  S. 204f.
46. ↑  Thomas Hargrove: Third of Americans suspect 9-11 government conspiracy. (Memento vom 5. November 2012 im Internet Archive) Scripps Howard News Service, 1. August 2006
47. ↑  Zogby International, 30. August 2004: Half of New Yorkers Believe US Leaders Had Foreknowledge of Impending 9-11 Attacks and „Consciously Failed“ To Act; 66% Call For New Probe of Unanswered Questions by Congress or New York’s Attorney General, New Zogby International Poll Reveals (Memento vom 23. Januar 2009 im Internet Archive)
48. ↑  Stephen E. Atkins: The 9/11 Encyclopedia. 2. Auflage 2011, S. 265 und 386
49. 1 2 3  Barna William Donovan: Conspiracy Films, North Carolina 2014, S. 205
50. ↑  James R. Gourley: Discussion of „Mechanics of Progressive Collapse: Learning from World Trade Center and Building Demolitions“ by Zdenek P. Bažant and Mathieu Verdure. In: Journal of Engineering Mechanics. Band 134, Nr. 10, 2008, doi:10.1061/(ASCE)0733-9399(2008)134:10(915)
51. ↑  Zdeněk P. Bažant, Jia-Liang Le, Frank R. Greening, David B. Benson: What Did and Did Not Cause Collapse of World Trade Center Twin Towers in New York? In: Journal of Engineering Mechanics. Band 134, Nr. 10, 2008, doi:10.1061/(ASCE)0733-9399(2008)134:10(892) (PDF; 729 kB)
52. ↑  Thomas Hoffmann: Chefredaktør skrider efter kontroversiel artikel om 9/11. In: Videnskab.dk. 28. April 2009
53. ↑  Andreas Anton, Michael Schetsche, Michael K. Walter (Hrsg.): Konspiration: Soziologie des Verschwörungsdenkens. 2. Auflage, Springer VS, Wiesbaden 2024, ISBN 978-3-658-43428-1, S. 206
54. ↑  Jim Dwyer: 2 U.S. Reports Seek to Counter Conspiracy Theories About 9/11. NYT, 2. September 2006
55. ↑  Mick West: Escaping the Rabbit Hole: How to Debunk Conspiracy Theories Using Facts, Logic, and Respect. 2., aktualisierte Auflage, Skyhorse, New York 2023, ISBN 978-1-5107-7638-8, S. 207
56. ↑  Jeremy Stahl: Architects Shy From Trutherism. Architect Magazine, 19. Juli 2012
57. ↑  2015 AIA National Convention Election Results. AIA, 30. Juni 2016
58. ↑  Brendan James: 9/11 Conspiracy Theories: Inside The Lonely Lives Of Truthers, Still Looking For Their Big Break. Independent Business Times, 11. September 2015
59. 1 2  Richard Gage and 9/11 Conspiracy Theories. Anti Defamation League, 25. August 2021
60. ↑  Jeremy Stahl: Spike Lee Has Fallen Down the 9/11 Truther Rabbit Hole. Slate, 24. August 2021
61. 1 2  Mick West: Escaping the Rabbit Hole, New York 2023, S. 228
62. ↑  Wegen Interviews mit Verschwörungstheoretikern: Spike Lee kürzt Serie über New York nach 9/11. Spiegel, 27. August 2021